# Baradero (partido)
Pour les articles homonymes, voir Baradero.
Le partido de Baradero est une subdivision de la province argentine de Buenos Aires. Fondé en 1615, son chef-lieu est Baradero.